# Lyra
La constelación de Lyra o la Lira no es grande pero es fácilmente identificable por su estrella Vega, que es uno de los vértices del denominado «Triángulo de verano» (las otras dos estrellas son Deneb, en la constelación del Cisne, y Altair, en el Águila).
Lyra o lira es una pequeña constelación. Es una de las 48 enumeradas por el astrónomo del siglo II Claudio Ptolomeo, y es una de las 88 constelaciones modernas reconocidas por la Unión Astronómica Internacional. Lyra se representaba a menudo en los mapas estelares como un buitre o un águila portando una lira, y de ahí que a veces se la denomine Vultur Cadens o Aquila Cadens («Buitre que cae» o «Águila que cae»), respectivamente. Comenzando por el norte, Lyra limita con Draco, Hércules, Vulpecula y Cygnus. Lyra está casi por encima de la cabeza en las latitudes septentrionales templadas poco después de medianoche al comienzo del verano. Desde el ecuador hasta aproximadamente el paralelo 40 sur es visible a baja altura en el cielo septentrional durante los mismos meses (por tanto, en invierno).
 Vega, la estrella más brillante de Lyra, es una de las estrellas más brillantes del cielo nocturno, y forma una esquina del famoso asterismo llamado Triángulo de verano. Beta Lyrae es el prototipo de una clase de estrellas binarias conocidas como variables Beta Lyrae. Estas estrellas binarias están tan cerca la una de la otra que adquieren forma de huevo y el material fluye de una a otra. Epsilon Lyrae, conocida informalmente como la Doble Doble, es un complejo sistema estelar múltiple. Lyra también alberga la Nebulosa del Anillo, la segunda nebulosa planetaria descubierta y más conocida.

## Historia

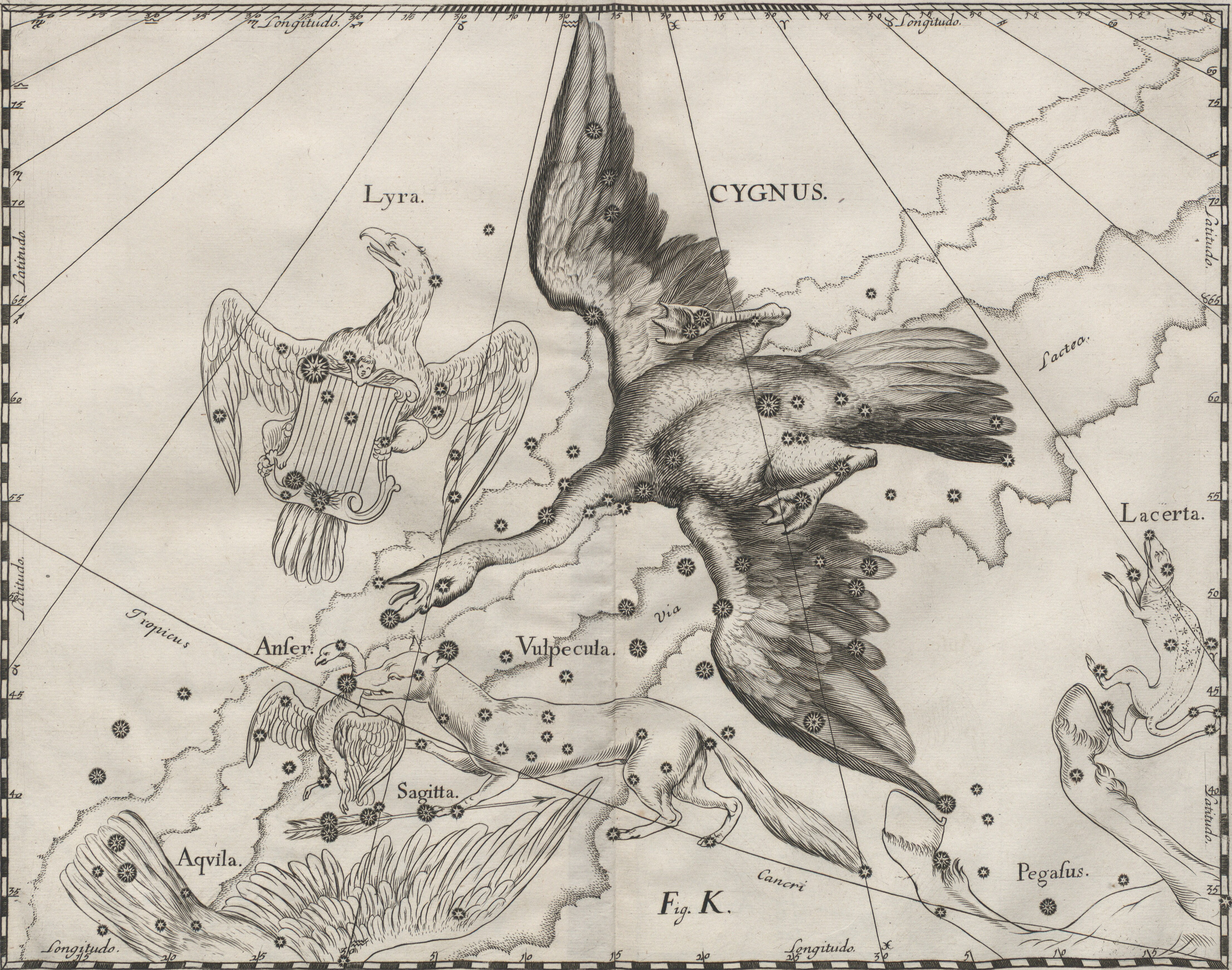
Cygnus y Lyra.

Lira es la Lira de Orfeo, de quien se dice que hacía una música tan encantadora que hasta los animales se detenían a escuchar. Orfeo fue uno de los Argonautas que acompañaron a Jasón en la expedición en busca del Vellocino de oro. Cuando murió Eurídice, la mujer de Orfeo, este logró convencer a Hades y a Perséfone, ambos dioses del inframundo, para que la dejaran volver al mundo de los vivos con él. Ellos accedieron con la condición de que Orfeo no mirara atrás, pero un temor de que le engañaran y de que ella no estuviera detrás de él, hizo que tornase la vista antes de salir, por lo que ella tuvo que quedarse con los muertos y Orfeo se quedó allí para siempre con ella. Zeus convirtió su lira luego en una constelación.

## Cielo profundo

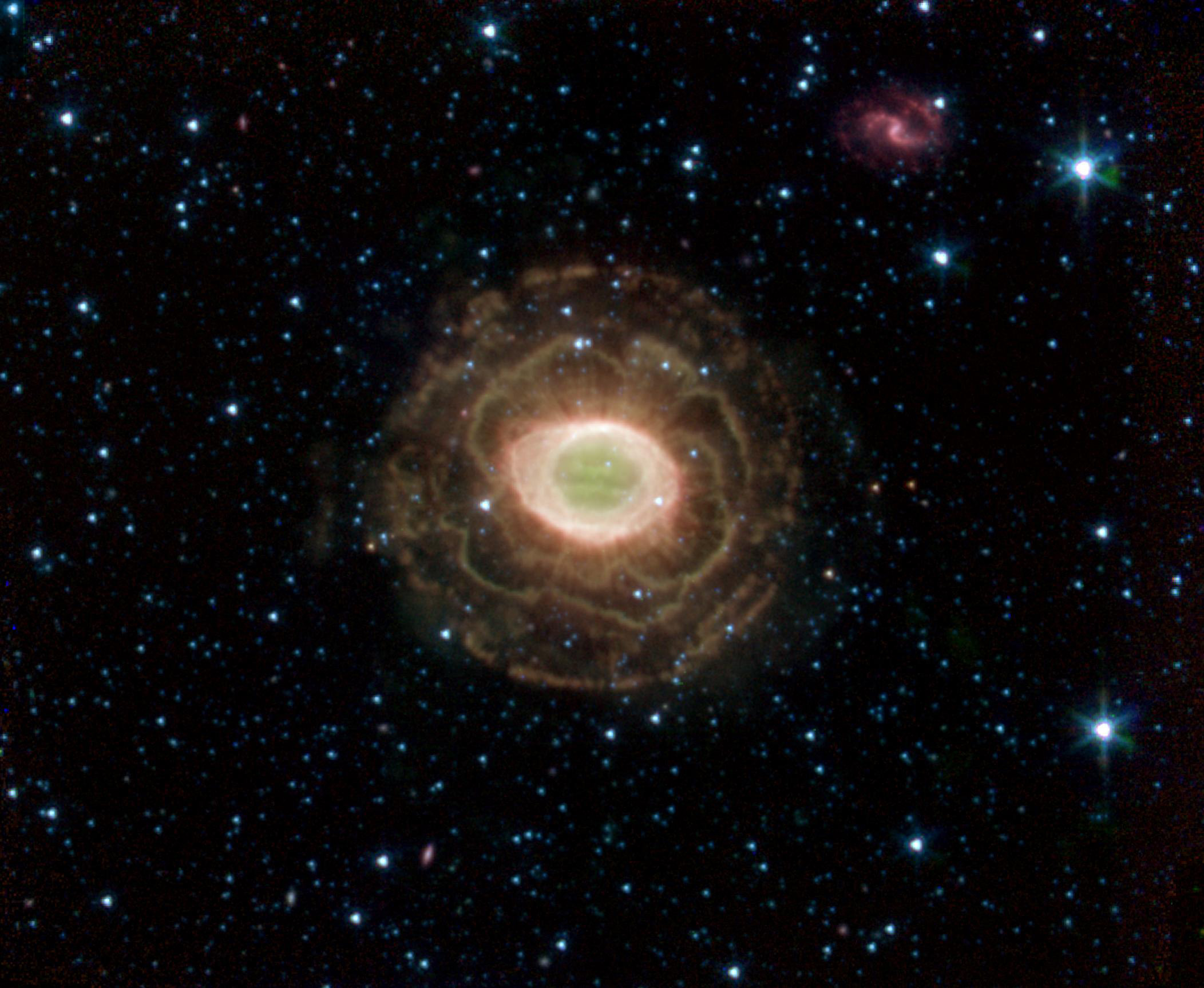
M57 (Nebulosa del Anillo).

Entre los objetos de 'cielo profundo' más destacados están M57, la nebulosa anular de Lyra, el cúmulo globular M56 así como las estrella variables RR Lyrae y Beta Lyrae, que han dado nombre a dos tipos de variables distintas: la primera de período corto y la segunda de tipo 'eclipsante', así como NGC 6791, un cúmulo abierto rico que cuenta con aproximadamente 300 estrellas.

## Estrellas principales

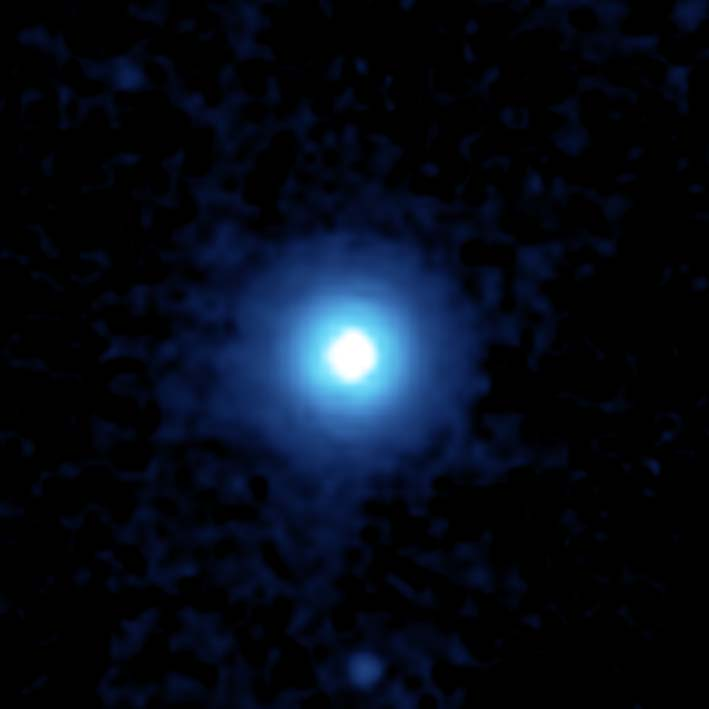
α Lyrae (Vega) su estrella más importante.

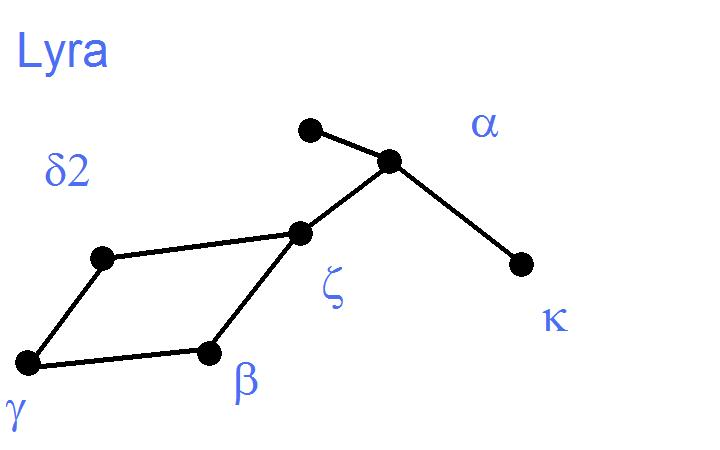

Su estrella más importante es Vega, una brillante estrella azulada situada a unos 25 años luz de la Tierra de magnitud 0,03 que puede verse en el cénit durante las noches de verano.
Entre sus estrellas más importantes destaca Beta Lyrae, un astro variable del tipo binaria eclipsante; RR Lyrae es una estrella variable que da nombre a este grupo de astros pulsantes de corto período. Epsilón1 y Epsilón2 son, a su vez, estrellas binarias con separaciones muy dispares: el primer par presenta una distancia de 2.7", el segundo de 2.3".
Zeta Lyrae es una estrella doble fácil para el aficionado: está formada por un astro de magnitud 4.3 y otro de magnitud 5.7 separados por una distancia de 44".
En torno a la estrella Delta2 Lyrae existe un pequeño y joven cúmulo de estrellas dispersas, Stephenson 1, formado por unos 240 astros de diversos tipos espectrales y colores entre las magnitudes 8 y 14 V; Delta2 es, a su vez, una estrella variable roja (espectro M4 II) de pequeña amplitud. En febrero de 2008 investigadores españoles (del Observatorio Astronómico de Cáceres) descubrieron que una de sus estrellas, BD +36 3317, es un sistema binario eclipsante cuyo período es igual a 4.30216 días.
Un reciente estudio de la estrella Delta1 (publicado a inicios de 2010) arroja nueva información sobre su composición espectral.
R Lyrae y XY Lyrae son gigantes rojas y estrellas variables.
WISE 1828+2650 es una de las enanas marrones más frías que se conocen. Su temperatura superficial es apenas 300 K.

## Características
Lyra limita al sur con Vulpecula, al oeste con Hercules, al norte con Draco y al este con Cygnus. Con una superficie de 286,5  grados cuadrados, ocupa el puesto 52 de las  88 constelaciones modernas en tamaño. Aparece prominentemente en el cielo boreal durante el verano del hemisferio norte, y toda la constelación es visible durante al menos parte del año para los observadores al norte de la latitud 42°S. Su asterismo principal consta de seis estrellas, y 73 estrellas en total son más brillantes que la magnitud 6,5. Los límites de la constelación, establecidos por el astrónomo belga Eugène Delporte en 1930, están definidos por un polígono de 17 lados. En el sistema de coordenadas ecuatoriales, las coordenadas de ascensión recta de estos límites se sitúan entre 18 h 14 m y 19 h 28 m, mientras que las coordenadas de  declinación se sitúan entre una declinación de +25. 66 y +47.71. La Unión Astronómica Internacional (IAU) adoptó la abreviatura de tres letras «Lyr» para la constelación en 1922.

## Elementos

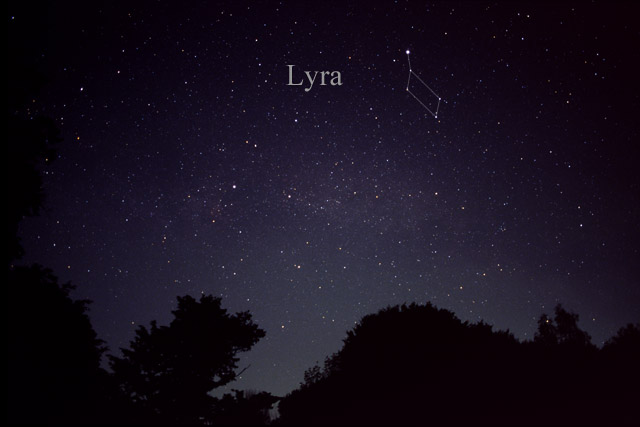
La constelación de Lyra tal y como puede verse a simple vista

### Estrellas

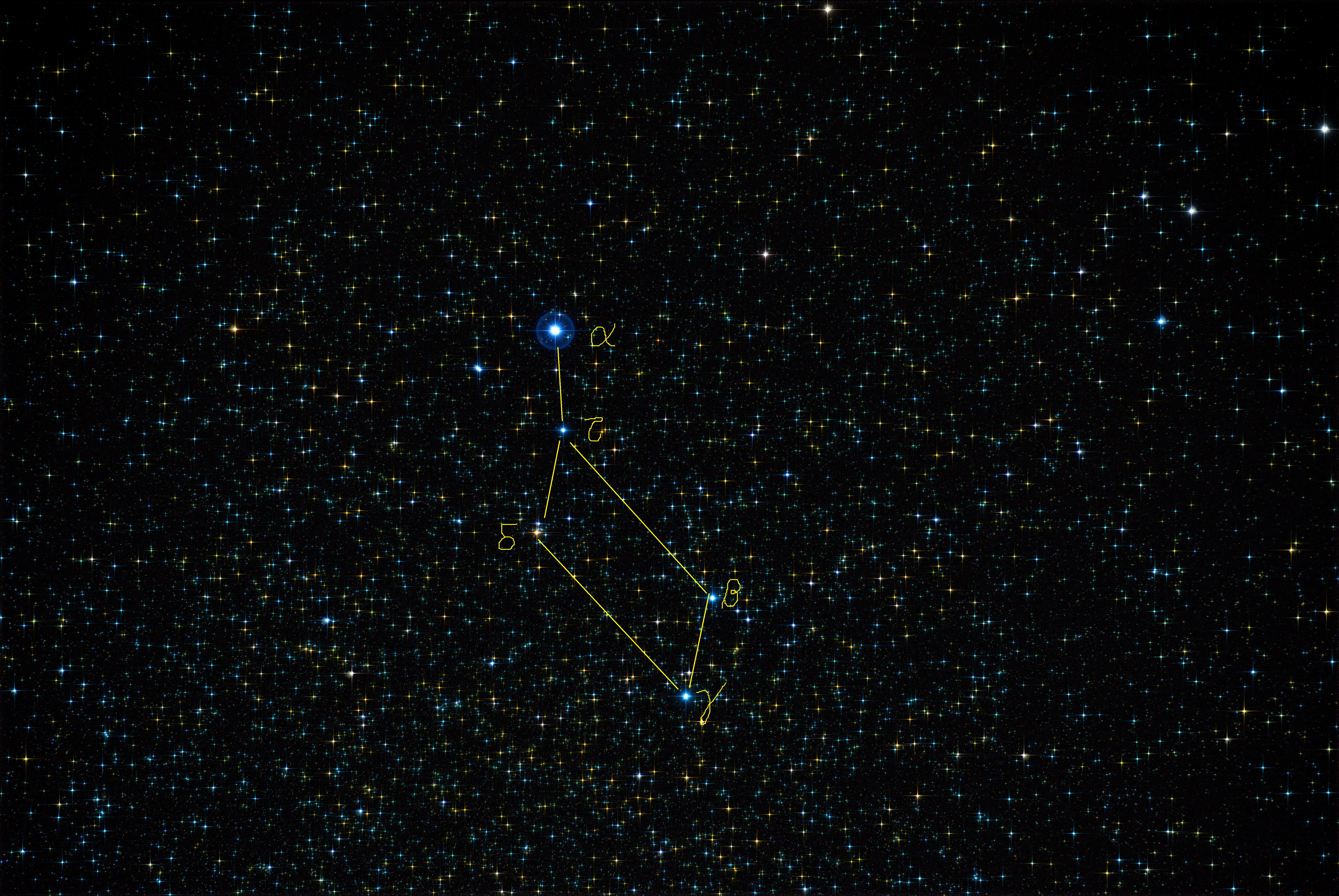
La constelación de Lyra, mejorada en color y contraste. Las cinco estrellas más brillantes están etiquetadas

El cartógrafo alemán Johann Bayer utilizó las letras griegas alfa hasta nu para etiquetar las estrellas más destacadas de la constelación. El astrónomo inglés John Flamsteed observó y etiquetó dos estrellas cada una como delta, epsilon, zeta y nu. Añadió pi y  rho, no utilizando xi y omicron ya que Bayer utilizaba estas letras para denotar Cygnus y Hercules en su mapa.
La estrella más brillante de la constelación es Vega (Alfa Lyrae), una estrella de secuencia principal de tipo espectral. A0Va. A sólo 7,7 parsecs de distancia, Vega es una variable Delta Scuti, que varía entre magnitudes -0,02 y 0,07 a lo largo de 0,2 días. De media, es la segunda estrella más brillante del hemisferio norte (después de Arcturus) y la quinta estrella más brillante en total, sólo superada por Arcturus, Alpha Centauri,  Canopus y Sirius. Vega fue la estrella polar en el año 12.000 a. C., y volverá a serlo alrededor del 14 000 d. C.
Vega es una de las más magníficas de todas las estrellas, y ha sido llamada «posiblemente la estrella más importante del cielo después del Sol». Vega fue la primera estrella distinta del Sol en ser fotografiada, así como el primero en tener un claro espectro registrado, mostrando línea de absorcións por primera vez. La estrella fue la primera estrella de secuencia principal única distinta del Sol de la que se supo que emitía rayos Xs, y está rodeado por un disco de desechos circunestelar, similar al Cinturón de Kuiper. Vega forma una esquina del famoso asterismo Triángulo de verano; junto con Altair y Deneb, estas tres estrellas forman un triángulo prominente durante el verano del hemisferio norte.
Vega también forma un vértice de un triángulo mucho más pequeño, junto con Epsilon y Zeta Lyrae. Zeta forma una amplia estrella binaria visible con prismáticos, consistente en una estrella Am y una Tipo F subgigante. La estrella Am tiene una compañera cercana adicional, con lo que el número total de estrellas del sistema asciende a tres. Epsilon es una binaria ancha más famosa que incluso puede separarse a simple vista en condiciones excelentes. Ambas componentes son a su vez binarias cercanas que pueden verse con telescopios formadas por A- y estrellas de tipo F, y recientemente se ha descubierto que una estrella débil también orbita alrededor de la componente C, lo que hace un total de cinco estrellas.

## Mitología

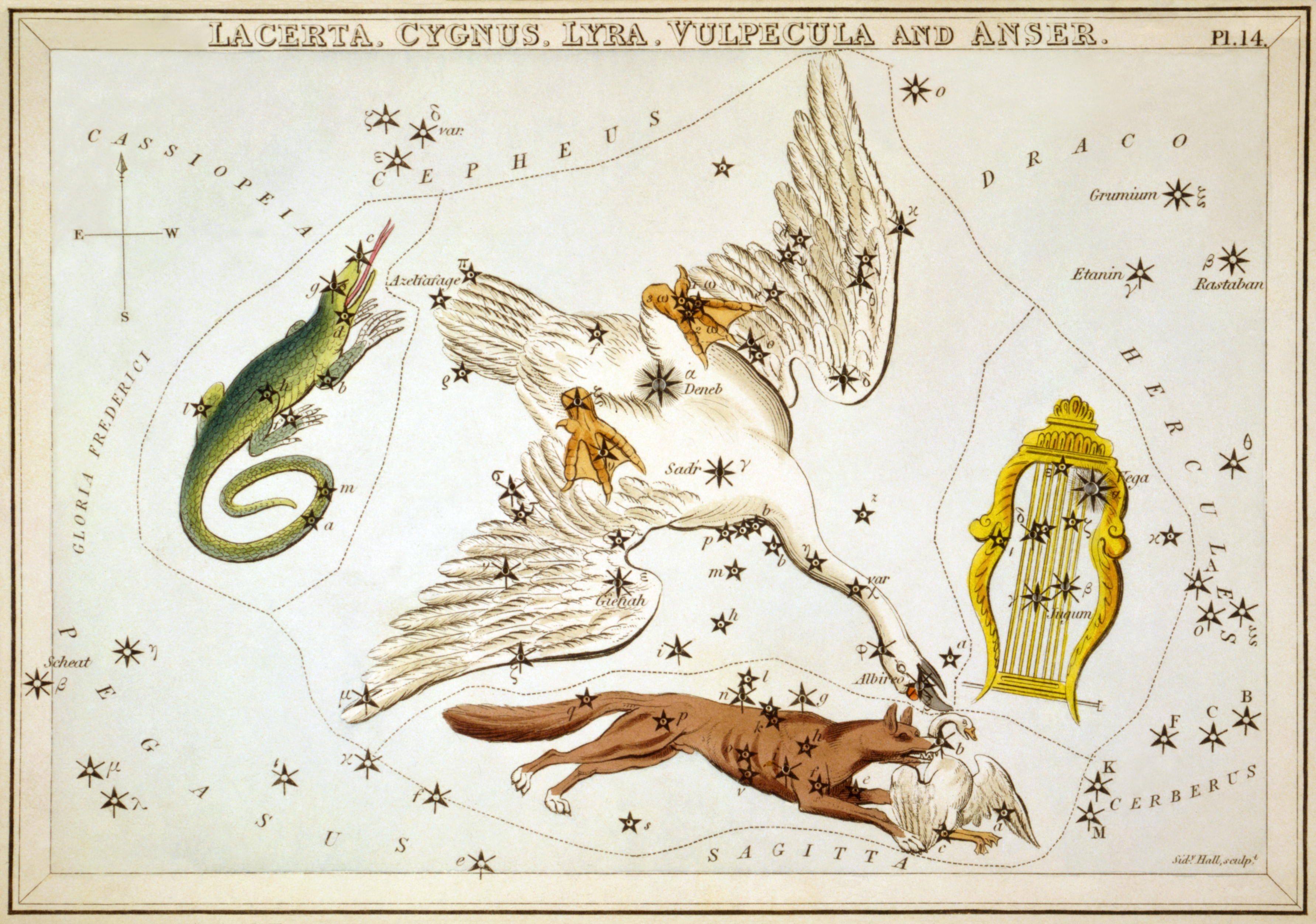
Lyra puede verse a la derecha de este mapa estelar de hacia 1825 del Espejo de Urania.

El catasterismo de la Lira, en la mitología griega, tiene hasta tres variantes. Eratóstenes nos dice que la lira ocupa el noveno lugar y pertenece a las Musas. El instrumento de la lira lo fabricó por primera vez Hermes sirviéndose de una tortuga y de las vacas de Apolo. Recibió siete cuerdas por las Atlántides. Se hizo con ella Apolo y, tras unir armónicamente a su sonido el canto, se la entregó a Orfeo, que era hijo de Calíope, una de las Musas, quien le puso nueve cuerdas por el número de las Musas. Su gloria llega a tal punto de excelencia entre los hombres que se da por supuesto incluso lo siguiente acerca de él, que encantaba a las fieras con el canto. Descendió al Hades por su mujer Eurídice y, tras ver la clase de cosas que hay allí, ya no le reconocía honor a Dioniso, por quien había sido tan honrado; en cambio, consideró al Sol como el mayor de los dioses y le dio el apelativo de Apolo. Se levantaba por la noche, de madrugada, subía al monte llamado Pangeo y aguardaba el amanecer por ver el Sol el primero. De ahí que Dioniso, enfurecido con él, le mandara las Basárides, según declara Esquilo, el poeta trágico. Estas lo despedazaron y desparramaron sus miembros, tirando cada uno por un lado distinto. Las Musas reunieron sus restos y los enterraron en el lugar llamado Libetros. Como no sabían a quién darle la lira le pidieron a Zeus que la convirtiera en estrella, para que quedase entre los astros como recordatorio de Orfeo y de ellas mismas. Y así se hizo, pues Zeus estuvo de acuerdo. Indica el avatar de aquél ocultándose cada cierto tiempo.
Higino dijo que Venus y Proserpina acudieron a Jove para que se decidiera, preguntándole a cuál de ellas concedería a Adonis. Calíope, la jueza designada por Jove, decidió que cada una lo poseyera la mitad del año. Pero Venus, enfadada porque no se le había concedido lo que creía que era su derecho, incitó a las mujeres de Tracia por amor, cada una para buscar a Orfeo para sí misma, de modo que lo desgarraron miembro a miembro. Su cabeza, llevada de la montaña al mar, fue arrojada por las olas a la isla de Lesbos. Los habitantes de Lesbos la recogieron y la enterraron, y a cambio de esta bondad, tienen fama de ser muy hábiles en el arte de enterrar a Orfeo y de ser muy hábiles en el arte de la música. La lira, como hemos como hemos dicho, fue colocada por las Musas entre las estrellas. En la tercera versión se la relaciona con la historia de Arión y el delfín. Apolo transfirió la lira de Arión al cielo cuando colocó el delfín de Arión en el cielo como Delphinus. Según otra tradición, el vecino Arrodillado puede identificarse con Teseo, y Lyra entonces representa su lira.
Vega y sus estrellas circundantes también son tratadas como una constelación en otras culturas. La zona correspondiente a Lyra era vista por los árabes como un buitre o un águila buceando con las alas plegadas. En Gales, Lyra es conocida como el Arpa del Rey Arturo (Talyn Arthur), y el arpa del Rey David. El persa Hafiz la llamó la Lira de Zurah. Se la ha llamado el Pesebre del Niño Salvador, Praesepe Salvatoris. En la astronomía aborigen australiana, Lyra es conocida por el pueblo boorong en Victoria como la constelación Malleefowl. Lyra era conocida como Urcuchillay por los incas y era adorada como una deidad animal.